# Greenwood (hrabstwo Vernon)
Greenwood – miasto w Stanach Zjednoczonych, w stanie Wisconsin, w hrabstwie Vernon.